# 2018–2019-es női EHF-bajnokok ligája (csoportkör)
Ez a cikk ismerteti a 2018–2019-es női EHF-bajnokok ligája csoportköreinek az eredményeit.

## Formátum
A csoportkörben a 16 részt vevő csapatot négy darab négycsapatos csoportra osztották. A csoporton belül a csapatok oda-vissza vágós rendszerű körmérkőzést játszottak egymással. A csoportok első három helyezettjei jutottak a középdöntőbe, ahová az egymás ellen elért eredményeiket továbbvitték.
Azonos pontszám esetén az alábbiak szerint döntik el a sorrendet:
1. Egymás elleni mérkőzéseken szerzett több pont,
2. Egymás elleni mérkőzések alapján számolt gólkülönbség,
3. Egymás elleni mérkőzéseken lőtt több gól,
4. A csoport összes meccse alapján számolt gólkülönbség,
5. A csoportban lőtt gólok száma,
6. Sorsolás.

## Csoportkör

### Kiemelések
A csoportkör sorsolásakor alkalmazott kiemeléseket az alábbi táblázat tartalmazza. A sorsolást 2018. június 29-én tartották.
| 1-es kalap                                           | 2-es kalap                                                        | 3-as kalap                                                 | 4-es kalap                                                       |
| ---------------------------------------------------- | ----------------------------------------------------------------- | ---------------------------------------------------------- | ---------------------------------------------------------------- |
| Győri ETO Budućnost Vardar Rosztov-Don CSM București | Vipers Kristiansand København Håndbold Metz Handball Thüringer HC | Odense Håndbold FTC-Rail Cargo Hungaria IK Sävehof RK Krim | Larvik HK Brest Bretagne 1. selejtezőcsoport 2. selejtezőcsoport |

### A csoport
| #  | Csapat              | M | Gy | D | V | G+  | G–  | Gk  | P |
| -- | ------------------- | - | -- | - | - | --- | --- | --- | - |
| 1. | Metz Handball       | 6 | 4  | 1 | 1 | 166 | 133 | +33 | 9 |
| 2. | Budućnost Podgorica | 6 | 4  | 0 | 2 | 152 | 142 | +10 | 8 |
| 3. | Odense Håndbold     | 6 | 2  | 1 | 3 | 155 | 165 | –10 | 5 |
| 4. | Larvik HK           | 6 | 1  | 0 | 5 | 137 | 170 | –33 | 2 |

| 2018. október 6. 19:00 | Budućnost Podgorica | 31–28       | Odense Håndbold | Morača Sports Center, Podgorica Nézőszám: 2225 Játékvezetők: Horváth, Marton (HUN) |
| 2018. október 6. 19:00 | Jauković 8          | (17–12)     | Jørgensen 8     | Morača Sports Center, Podgorica Nézőszám: 2225 Játékvezetők: Horváth, Marton (HUN) |
| 2018. október 6. 19:00 | 5× 3×               | Jegyzőkönyv | 7× 3×           | Morača Sports Center, Podgorica Nézőszám: 2225 Játékvezetők: Horváth, Marton (HUN) |

| 2018. október 7. 15:00 | Metz Handball | 31–20       | Larvik HK  | Arènes de Metz, Metz Nézőszám: 3349 Játékvezetők: Merz, Schilha (GER) |
| 2018. október 7. 15:00 | Maubon 6      | (16–8)      | Hjertner 8 | Arènes de Metz, Metz Nézőszám: 3349 Játékvezetők: Merz, Schilha (GER) |
| 2018. október 7. 15:00 | 2× 2× 1×      | Jegyzőkönyv | 2× 2×      | Arènes de Metz, Metz Nézőszám: 3349 Játékvezetők: Merz, Schilha (GER) |

| 2018. október 13. 18:15 | Larvik HK | 23–22       | Budućnost Podgorica   | Arena Larvik, Larvik Nézőszám: 1150 Játékvezetők: Bennani, Bennani (SWE) |
| 2018. október 13. 18:15 | Molid 6   | (12–12)     | Bulatović, Raičević 5 | Arena Larvik, Larvik Nézőszám: 1150 Játékvezetők: Bennani, Bennani (SWE) |
| 2018. október 13. 18:15 | 3× 1×     | Jegyzőkönyv | 5× 3×                 | Arena Larvik, Larvik Nézőszám: 1150 Játékvezetők: Bennani, Bennani (SWE) |

| 2018. október 14. 15:10 | Odense Håndbold | 19–19       | Metz Handball | Odense Sports Park, Odense Nézőszám: 3528 Játékvezetők: Pandžić, Mosorinski (SRB) |
| 2018. október 14. 15:10 | Jørgensen 6     | (10–10)     | Zaadi 5       | Odense Sports Park, Odense Nézőszám: 3528 Játékvezetők: Pandžić, Mosorinski (SRB) |
| 2018. október 14. 15:10 | 3× 3×           | Jegyzőkönyv | 2× 3×         | Odense Sports Park, Odense Nézőszám: 3528 Játékvezetők: Pandžić, Mosorinski (SRB) |

| 2018. október 19. 18:45 | Larvik HK     | 25–33       | Odense Håndbold | Arena Larvik, Larvik Nézőszám: 1414 Játékvezetők: Stark, Ştefan (ROU) |
| 2018. október 19. 18:45 | Christensen 6 | (13–16)     | Højlund 8       | Arena Larvik, Larvik Nézőszám: 1414 Játékvezetők: Stark, Ştefan (ROU) |
| 2018. október 19. 18:45 | 1× 3×         | Jegyzőkönyv | 5× 3×           | Arena Larvik, Larvik Nézőszám: 1414 Játékvezetők: Stark, Ştefan (ROU) |

| 2018. október 21. 17:00 | Metz Handball | 25–24       | Budućnost Podgorica | Arènes de Metz, Metz Nézőszám: 4438 Játékvezetők: Tzaferopoulos, Bethmann (GRE) |
| 2018. október 21. 17:00 | Smits 7       | (8–11)      | Laslo 6             | Arènes de Metz, Metz Nézőszám: 4438 Játékvezetők: Tzaferopoulos, Bethmann (GRE) |
| 2018. október 21. 17:00 | 4× 2×         | Jegyzőkönyv | 4× 3×               | Arènes de Metz, Metz Nézőszám: 4438 Játékvezetők: Tzaferopoulos, Bethmann (GRE) |

| 2018. november 4. 13:30 | Odense Håndbold | 27–23       | Larvik HK     | Odense Sports Park, Odense Nézőszám: 1887 Játékvezetők: Christidi, Papamattheou (GRE) |
| 2018. november 4. 13:30 | Østergaard 7    | (13–14)     | Christensen 5 | Odense Sports Park, Odense Nézőszám: 1887 Játékvezetők: Christidi, Papamattheou (GRE) |
| 2018. november 4. 13:30 | 2× 3×           | Jegyzőkönyv | 2× 3×         | Odense Sports Park, Odense Nézőszám: 1887 Játékvezetők: Christidi, Papamattheou (GRE) |

| 2018. november 4. 19:00 | Budućnost Podgorica | 23–19       | Metz Handball | Morača Sports Center, Podgorica Nézőszám: 2500 Játékvezetők: Mandák, Rudinský (SVK) |
| 2018. november 4. 19:00 | Raičević 8          | (9–10)      | Flippes 8     | Morača Sports Center, Podgorica Nézőszám: 2500 Játékvezetők: Mandák, Rudinský (SVK) |
| 2018. november 4. 19:00 | 5× 2×               | Jegyzőkönyv | 4× 2×         | Morača Sports Center, Podgorica Nézőszám: 2500 Játékvezetők: Mandák, Rudinský (SVK) |

| 2018. november 10. 15:15 | Larvik HK | 21–31       | Metz Handball | Arena Larvik, Larvik Nézőszám: 778 Játékvezetők: Pech, Vagvölgyi (HUN) |
| 2018. november 10. 15:15 | Molid 6   | (9–15)      | Smits 6       | Arena Larvik, Larvik Nézőszám: 778 Játékvezetők: Pech, Vagvölgyi (HUN) |
| 2018. november 10. 15:15 | 5× 3×     | Jegyzőkönyv | 4× 2×         | Arena Larvik, Larvik Nézőszám: 778 Játékvezetők: Pech, Vagvölgyi (HUN) |

| 2018. november 11. 11:10 | Odense Håndbold | 22–26       | Budućnost Podgorica | Odense Sports Park, Odense Nézőszám: 1937 Játékvezetők: Erdoğan, Özdeniz (TUR) |
| 2018. november 11. 11:10 | Østergaard 7    | (14–13)     | Jauković 8          | Odense Sports Park, Odense Nézőszám: 1937 Játékvezetők: Erdoğan, Özdeniz (TUR) |
| 2018. november 11. 11:10 | 4× 2×           | Jegyzőkönyv | 5× 3× 1×            | Odense Sports Park, Odense Nézőszám: 1937 Játékvezetők: Erdoğan, Özdeniz (TUR) |

| 2018. november 17. 19:00 | Budućnost Podgorica | 26–25       | Larvik HK | Morača Sports Center, Podgorica Nézőszám: 2843 Játékvezetők: Vranes, Wenninger (AUT) |
| 2018. november 17. 19:00 | Jauković 9          | (13–16)     | Molid 8   | Morača Sports Center, Podgorica Nézőszám: 2843 Játékvezetők: Vranes, Wenninger (AUT) |
| 2018. november 17. 19:00 | 6× 2×               | Jegyzőkönyv | 3× 2×     | Morača Sports Center, Podgorica Nézőszám: 2843 Játékvezetők: Vranes, Wenninger (AUT) |

| 2018. november 18. 15:00 | Metz Handball | 41–26       | Odense Håndbold | Arènes de Metz, Metz Nézőszám: 4239 Játékvezetők: Alpaidze, Berezkina (RUS) |
| 2018. november 18. 15:00 | Houette 8     | (21–12)     | Højlund 7       | Arènes de Metz, Metz Nézőszám: 4239 Játékvezetők: Alpaidze, Berezkina (RUS) |
| 2018. november 18. 15:00 | 3× 2×         | Jegyzőkönyv | 4× 4×           | Arènes de Metz, Metz Nézőszám: 4239 Játékvezetők: Alpaidze, Berezkina (RUS) |

### B csoport
| #  | Csapat             | M | Gy | D | V | G+  | G–  | Gk  | P  |
| -- | ------------------ | - | -- | - | - | --- | --- | --- | -- |
| 1. | Rosztov-Don        | 6 | 5  | 1 | 0 | 178 | 146 | +32 | 11 |
| 2. | København Håndbold | 6 | 3  | 1 | 2 | 175 | 157 | +18 | 7  |
| 3. | Brest Bretagne     | 6 | 2  | 2 | 2 | 182 | 172 | +10 | 6  |
| 4. | IK Sävehof         | 6 | 0  | 0 | 6 | 144 | 204 | –60 | 0  |

| 2018. október 6. 15:00 | Rosztov-Don | 30–21       | IK Sävehof       | Palace of Sport " Rostov Don", Rosztov-na-Donu Nézőszám: 2109 Játékvezetők: Tzaferopoulos, Bethmann (GRE) |
| 2018. október 6. 15:00 | Vjahireva 7 | (15–11)     | Ekenman-Fernis 5 | Palace of Sport " Rostov Don", Rosztov-na-Donu Nézőszám: 2109 Játékvezetők: Tzaferopoulos, Bethmann (GRE) |
| 2018. október 6. 15:00 | 3× 4×       | Jegyzőkönyv | 3× 2×            | Palace of Sport " Rostov Don", Rosztov-na-Donu Nézőszám: 2109 Játékvezetők: Tzaferopoulos, Bethmann (GRE) |

| 2018. október 6. 16:45 | København Håndbold | 32–28       | Brest Bretagne    | Trefor Arena, Brøndby Nézőszám: 932 Játékvezetők: Brehmer, Skowronek (POL) |
| 2018. október 6. 16:45 | Alm 7              | (16–18)     | Gros, Pop-Lazić 9 | Trefor Arena, Brøndby Nézőszám: 932 Játékvezetők: Brehmer, Skowronek (POL) |
| 2018. október 6. 16:45 | 1× 3×              | Jegyzőkönyv | 2×                | Trefor Arena, Brøndby Nézőszám: 932 Játékvezetők: Brehmer, Skowronek (POL) |

| 2018. október 13. 15:00 | Brest Bretagne | 29–29       | Rosztov-Don | Brest Arena, Brest Nézőszám: 3057 Játékvezetők: Florescu, Stoia (ROU) |
| 2018. október 13. 15:00 | Gros 8         | (15–16)     | Szeny 10    | Brest Arena, Brest Nézőszám: 3057 Játékvezetők: Florescu, Stoia (ROU) |
| 2018. október 13. 15:00 | 1× 3×          | Jegyzőkönyv | 3× 4×       | Brest Arena, Brest Nézőszám: 3057 Játékvezetők: Florescu, Stoia (ROU) |

| 2018. október 13. 15:30 | IK Sävehof            | 22–36       | København Håndbold | Partillebohallen, Partille Nézőszám: 1122 Játékvezetők: Mitrović, Kažanegra (MNE) |
| 2018. október 13. 15:30 | Hallagård, Lundbäck 4 | (8–20)      | Føns 8             | Partillebohallen, Partille Nézőszám: 1122 Játékvezetők: Mitrović, Kažanegra (MNE) |
| 2018. október 13. 15:30 | 2× 2×                 | Jegyzőkönyv | 1× 2×              | Partillebohallen, Partille Nézőszám: 1122 Játékvezetők: Mitrović, Kažanegra (MNE) |

| 2018. október 20. 13:45 | København Håndbold | 21–27       | Rosztov-Don | Trefor Arena, Brøndby Nézőszám: 1300 Játékvezetők: Pandžić, Mosorinski (SRB) |
| 2018. október 20. 13:45 | Blohm, Bont 4      | (13–13)     | Vjahireva 9 | Trefor Arena, Brøndby Nézőszám: 1300 Játékvezetők: Pandžić, Mosorinski (SRB) |
| 2018. október 20. 13:45 | 4× 2×              | Jegyzőkönyv | 4× 2×       | Trefor Arena, Brøndby Nézőszám: 1300 Játékvezetők: Pandžić, Mosorinski (SRB) |

| 2018. október 21. 15:00 | IK Sävehof  | 27–39       | Brest Bretagne | Partillebohallen, Partille Nézőszám: 1290 Játékvezetők: Vranes, Wenninger (AUT) |
| 2018. október 21. 15:00 | Hallagård 5 | (16–19)     | Gros, Mangué 8 | Partillebohallen, Partille Nézőszám: 1290 Játékvezetők: Vranes, Wenninger (AUT) |
| 2018. október 21. 15:00 | 3× 3×       | Jegyzőkönyv | 3× 2×          | Partillebohallen, Partille Nézőszám: 1290 Játékvezetők: Vranes, Wenninger (AUT) |

| 2018. november 3. 16:00 | Rosztov-Don | 30–25       | København Håndbold | Palace of Sport " Rostov Don", Rosztov-na-Donu Nézőszám: 2815 Játékvezetők: Covalciuc, Covalciuc (MDA) |
| 2018. november 3. 16:00 | Vjahireva 7 | (15–10)     | Hansen 5           | Palace of Sport " Rostov Don", Rosztov-na-Donu Nézőszám: 2815 Játékvezetők: Covalciuc, Covalciuc (MDA) |
| 2018. november 3. 16:00 | 2×          | Jegyzőkönyv | 1× 3×              | Palace of Sport " Rostov Don", Rosztov-na-Donu Nézőszám: 2815 Játékvezetők: Covalciuc, Covalciuc (MDA) |

| 2018. november 4. 15:00 | Brest Bretagne | 34–26       | IK Sävehof       | Brest Arena, Brest Nézőszám: 4200 Játékvezetők: Horváth, Marton (HUN) |
| 2018. november 4. 15:00 | Coatanea 8     | (19–14)     | Ekenman-Fernis 6 | Brest Arena, Brest Nézőszám: 4200 Játékvezetők: Horváth, Marton (HUN) |
| 2018. november 4. 15:00 | 3× 3×          | Jegyzőkönyv | 4× 2×            | Brest Arena, Brest Nézőszám: 4200 Játékvezetők: Horváth, Marton (HUN) |

| 2018. november 10. 15:00 | Brest Bretagne | 28–28       | København Håndbold | Brest Arena, Brest Nézőszám: 3541 Játékvezetők: Marin, Serradilla (ESP) |
| 2018. november 10. 15:00 | Gros 8         | (14–13)     | Mørk 7             | Brest Arena, Brest Nézőszám: 3541 Játékvezetők: Marin, Serradilla (ESP) |
| 2018. november 10. 15:00 | 4× 1×          | Jegyzőkönyv | 4× 1×              | Brest Arena, Brest Nézőszám: 3541 Játékvezetők: Marin, Serradilla (ESP) |

| 2018. november 11. 16:30 | IK Sävehof       | 26–32       | Rosztov-Don | Partillebohallen, Partille Nézőszám: 548 Játékvezetők: Merz, Schilha (GER) |
| 2018. november 11. 16:30 | Ekenman-Fernis 6 | (15–14)     | Vjahireva 7 | Partillebohallen, Partille Nézőszám: 548 Játékvezetők: Merz, Schilha (GER) |
| 2018. november 11. 16:30 | 7× 4× 2×         | Jegyzőkönyv | 3× 4×       | Partillebohallen, Partille Nézőszám: 548 Játékvezetők: Merz, Schilha (GER) |

| 2018. november 17. 16:00 | Rosztov-Don | 30–24       | Brest Bretagne | Palace of Sport " Rostov Don", Rosztov-na-Donu Nézőszám: 3420 Játékvezetők: Brunovský, Čanda (SVK) |
| 2018. november 17. 16:00 | Vjahireva 7 | (18–12)     | Gros 6         | Palace of Sport " Rostov Don", Rosztov-na-Donu Nézőszám: 3420 Játékvezetők: Brunovský, Čanda (SVK) |
| 2018. november 17. 16:00 | 2× 2×       | Jegyzőkönyv | 2× 3×          | Palace of Sport " Rostov Don", Rosztov-na-Donu Nézőszám: 3420 Játékvezetők: Brunovský, Čanda (SVK) |

| 2018. november 18. 13:45 | København Håndbold | 33–22       | IK Sävehof            | Trefor Arena, Brøndby Nézőszám: 1256 Játékvezetők: Simone, Monitillo (ITA) |
| 2018. november 18. 13:45 | Blomstrand 6       | (19–6)      | Forsberg, Hallagård 4 | Trefor Arena, Brøndby Nézőszám: 1256 Játékvezetők: Simone, Monitillo (ITA) |
| 2018. november 18. 13:45 | 1× 3×              | Jegyzőkönyv | 4× 2×                 | Trefor Arena, Brøndby Nézőszám: 1256 Játékvezetők: Simone, Monitillo (ITA) |

### C csoport
| #  | Csapat                 | M | Gy | D | V | G+  | G–  | Gk  | P  |
| -- | ---------------------- | - | -- | - | - | --- | --- | --- | -- |
| 1. | Győri Audi ETO KC      | 6 | 6  | 0 | 0 | 210 | 140 | +70 | 12 |
| 2. | Krim                   | 6 | 2  | 2 | 2 | 153 | 164 | –11 | 6  |
| 3. | Thüringer HC           | 6 | 1  | 1 | 4 | 153 | 173 | –20 | 3  |
| 4. | RK Podravka Koprivnica | 6 | 1  | 1 | 4 | 142 | 181 | –39 | 3  |

| 2018. október 6. 19:30 | Győri Audi ETO KC | 39–23       | Krim     | Audi Aréna, Győr Nézőszám: 5214 Játékvezetők: Sa, Sa (POR) |
| 2018. október 6. 19:30 | Amorim 7          | (18–9)      | Mavsar 5 | Audi Aréna, Győr Nézőszám: 5214 Játékvezetők: Sa, Sa (POR) |
| 2018. október 6. 19:30 | 3× 2×             | Jegyzőkönyv | 3× 2×    | Audi Aréna, Győr Nézőszám: 5214 Játékvezetők: Sa, Sa (POR) |

| 2018. október 7. 14:00 | Thüringer HC       | 26–28       | RK Podravka Koprivnica | Wiedigsburghalle, Nordhausen Nézőszám: 1300 Játékvezetők: Năstase, Stancu (ROU) |
| 2018. október 7. 14:00 | Luzumová, Stolle 6 | (11–12)     | Jozsikava 7            | Wiedigsburghalle, Nordhausen Nézőszám: 1300 Játékvezetők: Năstase, Stancu (ROU) |
| 2018. október 7. 14:00 | 3× 2×              | Jegyzőkönyv | 10× 2× 1×              | Wiedigsburghalle, Nordhausen Nézőszám: 1300 Játékvezetők: Năstase, Stancu (ROU) |

| 2018. október 13. 19:00 | Krim     | 27–20       | Thüringer HC | Arena Stožice, Ljubljana Nézőszám: 1500 Játékvezetők: Vranes, Wenninger (AUT) |
| 2018. október 13. 19:00 | Mavsar 7 | (10–12)     | Luzumová 6   | Arena Stožice, Ljubljana Nézőszám: 1500 Játékvezetők: Vranes, Wenninger (AUT) |
| 2018. október 13. 19:00 | 5× 4×    | Jegyzőkönyv | 6× 3×        | Arena Stožice, Ljubljana Nézőszám: 1500 Játékvezetők: Vranes, Wenninger (AUT) |

| 2018. október 14. 18:45 | RK Podravka Koprivnica | 27–33       | Győri Audi ETO KC | Fran Galović, Koprivnica Nézőszám: 2200 Játékvezetők: Kijauskaitė, Žalienė (LTU) |
| 2018. október 14. 18:45 | Csigirinova 8          | (15–17)     | Amorim 8          | Fran Galović, Koprivnica Nézőszám: 2200 Játékvezetők: Kijauskaitė, Žalienė (LTU) |
| 2018. október 14. 18:45 | 4× 3×                  | Jegyzőkönyv | 3× 2×             | Fran Galović, Koprivnica Nézőszám: 2200 Játékvezetők: Kijauskaitė, Žalienė (LTU) |

| 2018. október 20. 18:00 | RK Podravka Koprivnica | 27–27       | Krim      | Fran Galović, Koprivnica Nézőszám: 2500 Játékvezetők: Alpaidze, Berezkina (RUS) |
| 2018. október 20. 18:00 | Csigirinova 5          | (15–13)     | Mavsar 10 | Fran Galović, Koprivnica Nézőszám: 2500 Játékvezetők: Alpaidze, Berezkina (RUS) |
| 2018. október 20. 18:00 | 5× 3×                  | Jegyzőkönyv | 3× 3×     | Fran Galović, Koprivnica Nézőszám: 2500 Játékvezetők: Alpaidze, Berezkina (RUS) |

| 2018. október 21. 14:00 | Thüringer HC | 22–38       | Győri Audi ETO KC | Wiedigsburghalle, Nordhausen Nézőszám: 1800 Játékvezetők: Bennani, Bennani (SWE) |
| 2018. október 21. 14:00 | Luzumová 5   | (11–15)     | Oftedal 6         | Wiedigsburghalle, Nordhausen Nézőszám: 1800 Játékvezetők: Bennani, Bennani (SWE) |
| 2018. október 21. 14:00 | 1× 2×        | Jegyzőkönyv | 3× 1×             | Wiedigsburghalle, Nordhausen Nézőszám: 1800 Játékvezetők: Bennani, Bennani (SWE) |

| 2018. november 3. 19:00 | Krim       | 27–20       | RK Podravka Koprivnica | Arena Stožice, Ljubljana Nézőszám: 2000 Játékvezetők: Christiansen, Hansen (DEN) |
| 2018. november 3. 19:00 | Tsàkalou 6 | (14–10)     | Milosavljević 5        | Arena Stožice, Ljubljana Nézőszám: 2000 Játékvezetők: Christiansen, Hansen (DEN) |
| 2018. november 3. 19:00 | 4× 2×      | Jegyzőkönyv | 4× 2×                  | Arena Stožice, Ljubljana Nézőszám: 2000 Játékvezetők: Christiansen, Hansen (DEN) |

| 2018. november 5. 19:00 | Győri Audi ETO KC | 31–28       | Thüringer HC | Audi Aréna, Győr Nézőszám: 5307 Játékvezetők: Praštalo, Balvan (BIH) |
| 2018. november 5. 19:00 | Hansen 6          | (19–15)     | Stolle 8     | Audi Aréna, Győr Nézőszám: 5307 Játékvezetők: Praštalo, Balvan (BIH) |
| 2018. november 5. 19:00 | 1× 4×             | Jegyzőkönyv | 4× 4×        | Audi Aréna, Győr Nézőszám: 5307 Játékvezetők: Praštalo, Balvan (BIH) |

| 2018. november 10. 15:00 | Krim    | 23–32       | Győri Audi ETO KC | Arena Stožice, Ljubljana Nézőszám: 1700 Játékvezetők: Năstase, Stancu (ROU) |
| 2018. november 10. 15:00 | Zulič 5 | (10–16)     | Amorim 7          | Arena Stožice, Ljubljana Nézőszám: 1700 Játékvezetők: Năstase, Stancu (ROU) |
| 2018. november 10. 15:00 | 4× 2×   | Jegyzőkönyv | 4× 2×             | Arena Stožice, Ljubljana Nézőszám: 1700 Játékvezetők: Năstase, Stancu (ROU) |

| 2018. november 11. 18:00 | RK Podravka Koprivnica | 23–31       | Thüringer HC | Fran Galović, Koprivnica Nézőszám: 2500 Játékvezetők: Antić, Jakovljević (SRB) |
| 2018. november 11. 18:00 | Csigirinova 8          | (10–14)     | Luzumová 10  | Fran Galović, Koprivnica Nézőszám: 2500 Játékvezetők: Antić, Jakovljević (SRB) |
| 2018. november 11. 18:00 | 1× 2×                  | Jegyzőkönyv | 5× 2×        | Fran Galović, Koprivnica Nézőszám: 2500 Játékvezetők: Antić, Jakovljević (SRB) |

| 2018. november 17. 19:00 | Thüringer HC | 26–26       | Krim       | Wiedigsburghalle, Nordhausen Nézőszám: 1400 Játékvezetők: Kijauskaitė, Žalienė (LTU) |
| 2018. november 17. 19:00 | Lang 7       | (14–16)     | Tsàkalou 7 | Wiedigsburghalle, Nordhausen Nézőszám: 1400 Játékvezetők: Kijauskaitė, Žalienė (LTU) |
| 2018. november 17. 19:00 | 3× 4×        | Jegyzőkönyv | 3× 2×      | Wiedigsburghalle, Nordhausen Nézőszám: 1400 Játékvezetők: Kijauskaitė, Žalienė (LTU) |

| 2018. november 17. 19:30 | Győri Audi ETO KC | 37–17       | RK Podravka Koprivnica | Audi Aréna, Győr Nézőszám: 5330 Játékvezetők: Ilieva, Karbeska (MKD) |
| 2018. november 17. 19:30 | Kristiansen 6     | (17–9)      | Csigirinova 4          | Audi Aréna, Győr Nézőszám: 5330 Játékvezetők: Ilieva, Karbeska (MKD) |
| 2018. november 17. 19:30 | 3×                | Jegyzőkönyv | 2× 3×                  | Audi Aréna, Győr Nézőszám: 5330 Játékvezetők: Ilieva, Karbeska (MKD) |

### D csoport
| #  | Csapat                  | M | Gy | D | V | G+  | G–  | Gk  | P |
| -- | ----------------------- | - | -- | - | - | --- | --- | --- | - |
| 1. | CSM București           | 6 | 4  | 0 | 2 | 185 | 171 | +14 | 8 |
| 2. | Vipers Kristiansand     | 6 | 3  | 1 | 2 | 180 | 162 | +18 | 7 |
| 3. | FTC-Rail Cargo Hungaria | 6 | 3  | 0 | 3 | 174 | 186 | –12 | 6 |
| 4. | SG BBM Bietigheim       | 6 | 1  | 1 | 4 | 162 | 182 | –20 | 3 |

| 2018. október 5. 18:30 | CSM București | 36–31       | FTC-Rail Cargo Hungaria | Polyvalent Hall, Bukarest Nézőszám: 4500 Játékvezetők: Brunovský, Čanda (SVK) |
| 2018. október 5. 18:30 | Neagu 9       | (18–13)     | Háfra 6                 | Polyvalent Hall, Bukarest Nézőszám: 4500 Játékvezetők: Brunovský, Čanda (SVK) |
| 2018. október 5. 18:30 | 4× 3×         | Jegyzőkönyv | 1× 3×                   | Polyvalent Hall, Bukarest Nézőszám: 4500 Játékvezetők: Brunovský, Čanda (SVK) |

| 2018. október 7. 18:15 | Vipers Kristiansand | 27–27       | SG BBM Bietigheim | Aquarama Kristiansand, Kristiansand Nézőszám: 1223 Játékvezetők: Christiansen, Hansen (DEN) |
| 2018. október 7. 18:15 | Sulland 6           | (14–15)     | Lauenroth 5       | Aquarama Kristiansand, Kristiansand Nézőszám: 1223 Játékvezetők: Christiansen, Hansen (DEN) |
| 2018. október 7. 18:15 | 1× 4×               | Jegyzőkönyv | 2× 2×             | Aquarama Kristiansand, Kristiansand Nézőszám: 1223 Játékvezetők: Christiansen, Hansen (DEN) |

| 2018. október 14. 14:30 | FTC-Rail Cargo Hungaria | 27–26       | Vipers Kristiansand | Érd Aréna, Érd Nézőszám: 2000 Játékvezetők: Bonaventura, Bonaventura (FRA) |
| 2018. október 14. 14:30 | Kovacsics 7             | (17–14)     | Reistad, Sulland 6  | Érd Aréna, Érd Nézőszám: 2000 Játékvezetők: Bonaventura, Bonaventura (FRA) |
| 2018. október 14. 14:30 | 3× 2×                   | Jegyzőkönyv | 8× 4×               | Érd Aréna, Érd Nézőszám: 2000 Játékvezetők: Bonaventura, Bonaventura (FRA) |

| 2018. október 14. 18:00 | SG BBM Bietigheim | 30–28       | CSM București | Arena Ludwigsburg, Ludwigsburg Nézőszám: 2041 Játékvezetők: Alpaidze, Berezkina (RUS) |
| 2018. október 14. 18:00 | Naidzinavicius 11 | (16–12)     | Neagu 10      | Arena Ludwigsburg, Ludwigsburg Nézőszám: 2041 Játékvezetők: Alpaidze, Berezkina (RUS) |
| 2018. október 14. 18:00 | 2× 2×             | Jegyzőkönyv | 3× 2×         | Arena Ludwigsburg, Ludwigsburg Nézőszám: 2041 Játékvezetők: Alpaidze, Berezkina (RUS) |

| 2018. október 20. 18:15 | Vipers Kristiansand | 27–29       | CSM București | Aquarama Kristiansand, Kristiansand Nézőszám: 1985 Játékvezetők: Jurinović, Mrvica (CRO) |
| 2018. október 20. 18:15 | Sulland 8           | (14–14)     | Lekić 9       | Aquarama Kristiansand, Kristiansand Nézőszám: 1985 Játékvezetők: Jurinović, Mrvica (CRO) |
| 2018. október 20. 18:15 | 2× 3×               | Jegyzőkönyv | 4× 3×         | Aquarama Kristiansand, Kristiansand Nézőszám: 1985 Játékvezetők: Jurinović, Mrvica (CRO) |

| 2018. október 21. 17:00 | SG BBM Bietigheim | 25–28       | FTC-Rail Cargo Hungaria | Arena Ludwigsburg, Ludwigsburg Nézőszám: 1777 Játékvezetők: Covalciuc, Covalciuc (MDA) |
| 2018. október 21. 17:00 | van der Heiden 5  | (14–13)     | Háfra 8                 | Arena Ludwigsburg, Ludwigsburg Nézőszám: 1777 Játékvezetők: Covalciuc, Covalciuc (MDA) |
| 2018. október 21. 17:00 | 3× 2×             | Jegyzőkönyv | 3× 3×                   | Arena Ludwigsburg, Ludwigsburg Nézőszám: 1777 Játékvezetők: Covalciuc, Covalciuc (MDA) |

| 2018. november 4. 14:30 | FTC-Rail Cargo Hungaria | 33–30       | SG BBM Bietigheim | Érd Aréna, Érd Nézőszám: 2000 Játékvezetők: Brkić, Jusufhodžić (AUT) |
| 2018. november 4. 14:30 | Kovacsics 15            | (17–13)     | Malestein 6       | Érd Aréna, Érd Nézőszám: 2000 Játékvezetők: Brkić, Jusufhodžić (AUT) |
| 2018. november 4. 14:30 | 4× 3×                   | Jegyzőkönyv | 3× 3×             | Érd Aréna, Érd Nézőszám: 2000 Játékvezetők: Brkić, Jusufhodžić (AUT) |

| 2018. november 4. 18:30 | CSM București      | 26–31       | Vipers Kristiansand | Polyvalent Hall, Bukarest Nézőszám: 1800 Játékvezetők: Brehmer, Skowronek (POL) |
| 2018. november 4. 18:30 | Neagu, Radičević 8 | (11–16)     | Aune 8              | Polyvalent Hall, Bukarest Nézőszám: 1800 Játékvezetők: Brehmer, Skowronek (POL) |
| 2018. november 4. 18:30 | 2× 2×              | Jegyzőkönyv | 3× 2×               | Polyvalent Hall, Bukarest Nézőszám: 1800 Játékvezetők: Brehmer, Skowronek (POL) |

| 2018. november 11. 14:30 | FTC-Rail Cargo Hungaria | 28–34       | CSM București | Érd Aréna, Érd Nézőszám: 2200 Játékvezetők: Christiansen, Hansen (DEN) |
| 2018. november 11. 14:30 | Háfra, Pena 6           | (10–17)     | Neagu 10      | Érd Aréna, Érd Nézőszám: 2200 Játékvezetők: Christiansen, Hansen (DEN) |
| 2018. november 11. 14:30 | 1× 2×                   | Jegyzőkönyv | 5× 2×         | Érd Aréna, Érd Nézőszám: 2200 Játékvezetők: Christiansen, Hansen (DEN) |

| 2018. november 11. 17:00 | SG BBM Bietigheim | 26–34       | Vipers Kristiansand | Arena Ludwigsburg, Ludwigsburg Nézőszám: 1914 Játékvezetők: Tzaferopoulos, Bethmann (GRE) |
| 2018. november 11. 17:00 | Visser 6          | (12–16)     | Yttereng 9          | Arena Ludwigsburg, Ludwigsburg Nézőszám: 1914 Játékvezetők: Tzaferopoulos, Bethmann (GRE) |
| 2018. november 11. 17:00 | 1× 2×             | Jegyzőkönyv | 2× 4×               | Arena Ludwigsburg, Ludwigsburg Nézőszám: 1914 Játékvezetők: Tzaferopoulos, Bethmann (GRE) |

| 2018. november 17. 15:30 | Vipers Kristiansand | 35–27       | FTC-Rail Cargo Hungaria | Aquarama Kristiansand, Kristiansand Nézőszám: 2024 Játékvezetők: Pandžić, Mosorinski (SRB) |
| 2018. november 17. 15:30 | Sulland 8           | (18–14)     | Háfra 8                 | Aquarama Kristiansand, Kristiansand Nézőszám: 2024 Játékvezetők: Pandžić, Mosorinski (SRB) |
| 2018. november 17. 15:30 | 3× 2×               | Jegyzőkönyv | 4× 3×                   | Aquarama Kristiansand, Kristiansand Nézőszám: 2024 Játékvezetők: Pandžić, Mosorinski (SRB) |

| 2018. november 17. 19:00 | CSM București | 32–24       | SG BBM Bietigheim | Polyvalent Hall, Bukarest Nézőszám: 2300 Játékvezetők: Bonaventura, Bonaventura (FRA) |
| 2018. november 17. 19:00 | Lekić 6       | (14–13)     | Loerper 5         | Polyvalent Hall, Bukarest Nézőszám: 2300 Játékvezetők: Bonaventura, Bonaventura (FRA) |
| 2018. november 17. 19:00 | 2×            | Jegyzőkönyv | 6× 2×             | Polyvalent Hall, Bukarest Nézőszám: 2300 Játékvezetők: Bonaventura, Bonaventura (FRA) |